# ベンタロン遺跡

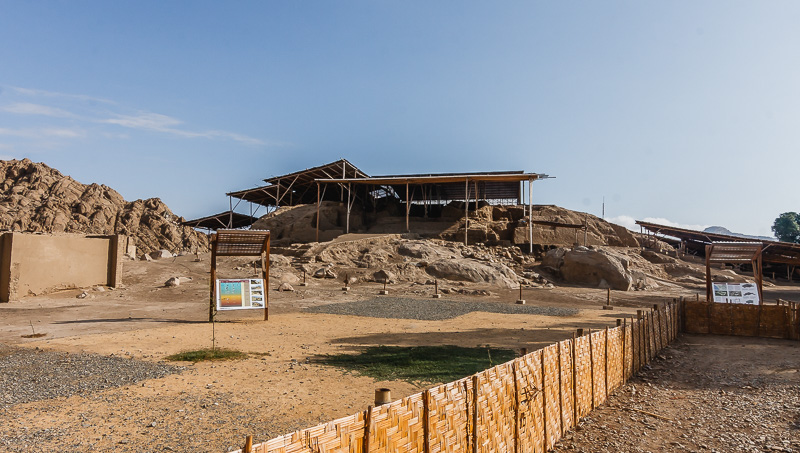
ベンタロン遺跡の外観(2016年)

ベンタロン遺跡（Ventarrón）は、ペルー北部チクラーヨの郊外にある約5000～4000年前のプレ・インカの寺院跡。モチェ文化のシパンからは約20kmの所に位置する。遺跡の大きさは約2,500平方メートルあり、近くの川の泥より作られたアドベ（日干し煉瓦）によって建てられている。

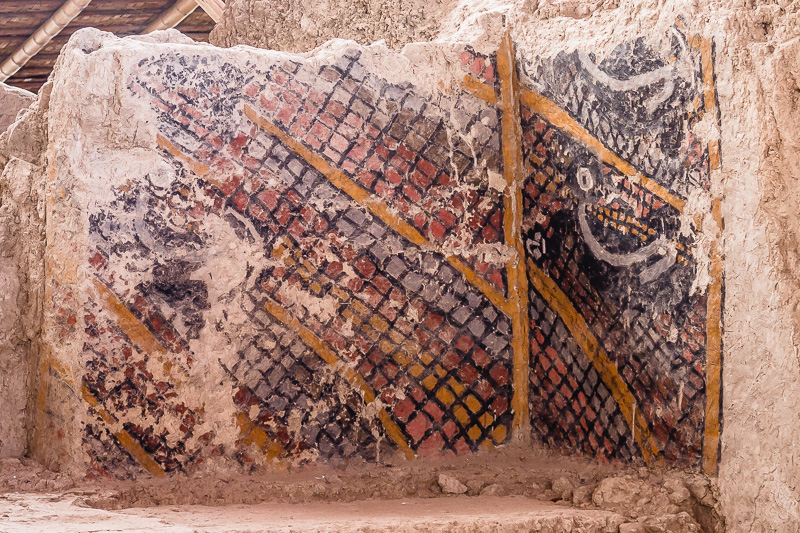
遺跡の彩色壁画。2017年の火災で焼失した可能性がある

シパン王墓博物館館長ワルテル・アルバ（Walter Alva）氏が率いるチームにより発掘調査が行われ、2007年に黒鹿が網にかかっている様子が描かれた壁画が発見されている。この寺院より見つかった彩色壁画は、放射性炭素年代測定により約4000年前のものであることが判明しており、アメリカ大陸でも最も古い遺跡の一つに数えられている。
遺跡は、主に３つの時代の層からなり、黒鹿の壁画は中層から見つかっている。最下層には円形の祭壇がみつかっており、その壁には上下に向いた魚の壁画を見ることができる。このことから、灌漑による農耕が始まる以前の先土器時代にはすでに、狩猟、漁労、採取の資源が豊富にあったこの地に、人々が惹きつけられていたことがわかる。
また、アマゾン地域のインコやサルの骨やエクアドル特有の貝殻などが、捧げ物として出土していることから、この地域において、太平洋岸地帯とそれ以外のペルーの地域との文化交流が盛んに行われていたことがわかっている。
2017年11月12日に、付近のトウモロコシ畑から出火した火災に遭い遺跡を覆っていた屋根が全焼。壁画や出土品などが損傷した。